# Rudno, Železniki
Rudno este o localitate din comuna Železniki, Slovenia, cu o populație de 226 de locuitori.